# 千丘酒店
千丘酒店（法語：Hôtel des Mille Collines）是一家位于卢旺达基加利中央商务区的高档酒店，得名于卢旺达的绰号“千丘之国”，曾在1994年卢旺达种族灭绝期间庇护过一千两百多人，是电影《卢旺达饭店》中的原型酒店。

## 历史
千丘酒店于1973年由比利時航空建成开业。
1994年4月，卢旺达爆发种族灭绝屠杀，1268名难民在千丘酒店避难。联合国维和行动部队指挥官罗密欧·达莱尔在酒店的唯一入口派驻了士兵，以象征性地表明它处于联合国的保护之下。联合国方持续保持了7-10名士兵的军事存在。屠杀方的民兵组织联攻派驻于酒店围墙外，只需人进不许人出。5月下旬，在图西族武装卢旺达爱国阵线的进攻下，800多名政府军士兵及其家属向联合国方投降，之后这批被俘人员与千丘酒店内的避难人员完成交换。这期间酒店的临时经理为保罗·路斯沙巴吉那。
2001年，比利時航空进入破产清算程序。2003年6月，接管方将包括千丘酒店在内的5家酒店挂牌出售。2005年，卢旺达出生的大亨米科·拉瓦伊塔雷所有的Mikcor酒店控股出手，以320万美元买下千丘酒店。Mikcor酒店控股持89%的股份，卢旺达开发银行和卢旺达政府分别持8.5%和2.5%的股份。
2007年，世界銀行集團的分支机构国际金融公司投资250万美元翻新千丘酒店以使其接轨国际酒店标准，促进当地旅游业。同年，酒店所有者米科去世，酒店由其儿子继承。
2014年，千丘酒店将管理权交予凯宾斯基酒店，并更名为凯宾斯基千丘酒店（Hôtel Des Milles Collines by Kempinski），成为凯宾斯基在非洲的第9家酒店。2016年，凯宾斯基退出管理，酒店改回原名并仍由Mikcor方运营，酒店的营销经理表示双方是友好分手，员工不会被解雇且酒店服务不会中断。

## 设施
千丘酒店为四星级酒店，有112间客房，配有两间80人的会议室、一间300人的宴会厅、一个室外游泳池、一处娱乐区和七间精品店。酒店的全景餐厅（Le Panorama）在晚上可以俯瞰基加利市中心闪烁的灯光，酒店还有露台餐厅（La Terrasse）和泳池酒吧。酒店75%的客人为商务人士，另外25%为游客。

## 流行文化
千丘酒店为电影《卢旺达饭店》的原型酒店，但不是取景酒店，该影片实际取景自南非的一家酒店。HBO电影《泣血四月》取景自该酒店。加拿大电影《基加利星期天》讲述了一名外国男士与千丘酒店一名卢旺达女服务员在大屠杀期间的爱情故事。